# 하세 마리카

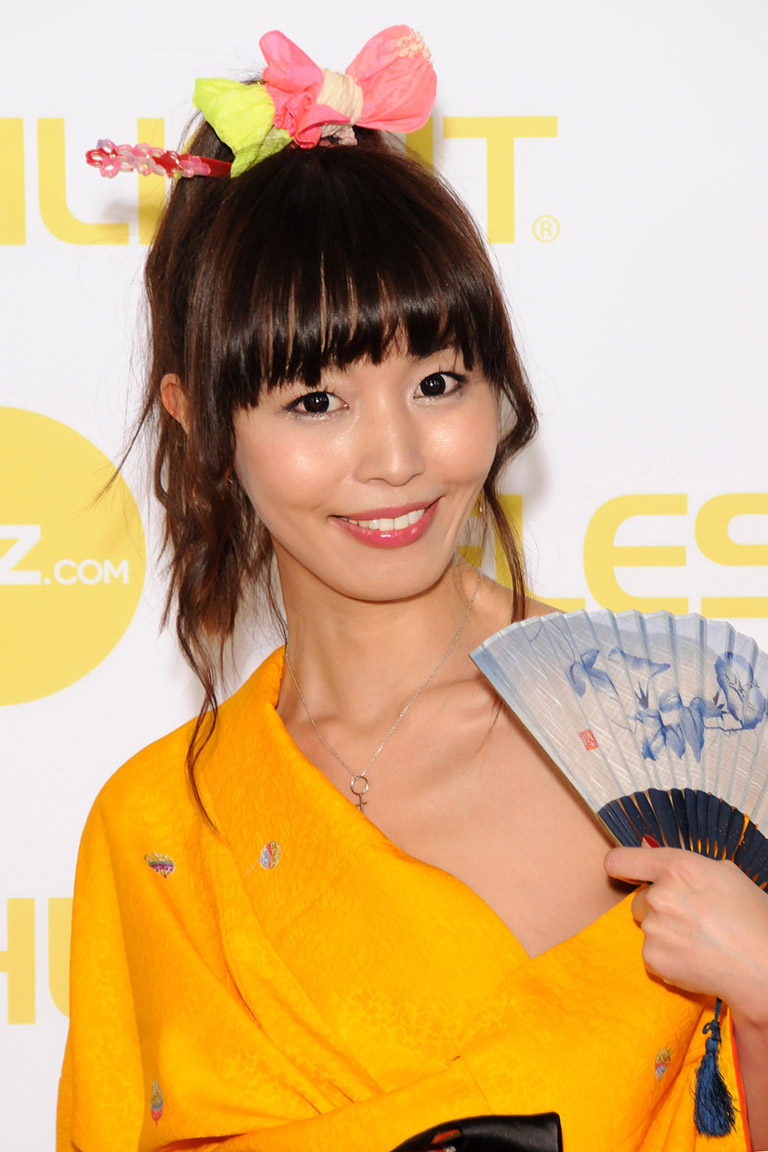

하세 마리카(일본어: 長谷真理香 はせ まりか[*]/Marica Hase, 1981년 9월 26일 ~ )는 배우이다. 해외에서 포르노 배우로도 활동하고 있다. 2018년 현재 미국서 활동하는 유이한 일본 AV 스타 출신의 배우로 맹활약하고 있다. 키는 158cm, 몸무게는 37kg이다.